# Henry of Sandford
Henry of Sandford († 24. oder 25. Februar 1235) war ein englischer Geistlicher. Ab 1226 war er Bischof von Rochester.

## Herkunft
Die Herkunft von Henry of Sandford ist ungeklärt und über seine Jugend ist nichts bekannt. Da er aber in Rochester als bedeutender Gelehrter galt und dazu ein enger Freund von Erzbischof Stephen Langton war, könnte er der nicht näher bekannte Master H. gewesen sein, der in den 1190er Jahren an der Universität von Paris Anmerkungen zu Schriften von Langton gemacht hatte. Demnach könnte Sandford bereits in Paris Benedict of Sawston, seinen Vorgänger als Bischof, gekannt haben. Erstmals gesichert erwähnt wird Sandford 1208 als Kanoniker in Salisbury. In Salisbury hatten auch andere Sandfords Pfründen inne. Sollte er mit diesen verwandt gewesen sein, stammte er vermutlich wie diese aus dem Dorf Sandford-on-Thames in Oxfordshire.

## Aufstieg als Geistlicher
Im Februar 1208 geleitete Sandford als Gesandter von König Johann Ohneland zusammen mit dem Abt von Bindon Abbey Simon Langton, den Bruder des Erzbischofs Stephen Langton, von Flandern zu Verhandlungen nach England. Über die Wahl von Stephen Langton zum Erzbischof von Canterbury war es zum Bruch zwischen dem König und Papst Innozenz III. gekommen, worauf Langton im Exil leben musste. Der König hatte vielleicht deshalb Sandford als Gesandten gewählt, weil Langton ihn noch aus Paris kannte und ihm vertraute. Die Verhandlungen zwischen Johann Ohneland und Simon Langton im März 1208 blieben dennoch erfolglos, worauf der Papst über England das Interdikt verhängte. Danach wurde Sandford Kanoniker in Salisbury, ehe ihn Stephen Langton nach seiner Ankunft in England, aber noch bevor er sein Amt als Erzbischof antrat, vor dem 31. Mai 1213 zum Archdiakon von Canterbury ernannte. Die Mönche von Coventry Abbey baten ihn, zusammen mit dem Dekan der Kathedrale von Lichfield und mit Bischof Richard Poore von Salisbury im Streit über das Recht zur Wahl des Bischofs des Bistums Coventry und Lichfield zu vermitteln. Dieses Recht wurde nicht nur von Coventry, sondern auch vom Kathedralkapitel von Lichfield beansprucht. Der Streit dauerte noch an, als Sandford zum Bischof gewählt wurde. Dennoch konnten auch die Vermittler keine Einigung erreichen, worauf der Streit im Oktober 1227 zurück zum Papst nach Rom verwiesen wurde.

## Bischof von Rochester

### Wahl zum Bischof
Nach dem Tod von Bischof Benedict of Sawston am 18. Dezember 1226 wandten sich die Mönche des Kathedralpriorats von Rochester unverzüglich an Erzbischof Langton, um einen neuen Bischof wählen zu dürfen. Bereits am 26. Dezember wurde Sandford einstimmig zum neuen Bischof gewählt. Zwar beschwerten sich die Mönche des Kathedralpriorats von Canterbury, weil nach altem Brauch zunächst der Bischofsstab des verstorbenen Bischofs nach Canterbury gebracht werden sollte, bevor ein neuer Bischof gewählt werden durfte. Erzbischof Langton entschied jedoch, dass dieser Streit später geregelt werden könne und weihte Sandford am 9. Mai 1227 in der Kapelle seines Palastes in Canterbury zum neuen Bischof. 

### Politische Tätigkeit
Nach dem Tod von Langton 1228 war Sandford einer der fünf Testamentsvollstrecker des Erzbischofs, und auch im Streit um die Wahl eines Nachfolgers hatte er eine führende Rolle. Im Auftrag von König Heinrich III. reiste er im Herbst 1228 zusammen mit Bischof Alexander von Coventry und Lichfield nach Rom, wo sie beim Papst Einspruch gegen die Wahl von Walter of Eynsham, einem Mönch des Kathedralpriorats, einlegten. Stattdessen schlugen sie Richard Grant, den Kanzler der Diözese Lincoln, als neuen Erzbischof vor. Diesen Vorschlag nahm Papst Gregor IX. Anfang 1229 an. In der Folge betrauten sowohl der König wie auch der Papst Sandford mehrfach mit schwierigen Missionen, und auch der mächtige Magnat Gilbert de Clare, 4. Earl of Hertford bestimmte ihn nach seinem Tod 1230 zu einem seiner Testamentsvollstrecker. 
Nach dem Sturz des mächtigen Justiciars Hubert de Burgh im September 1232 spielte Sandford erneut eine wichtige Rolle. Im Juli 1233 verhandelte er in Abbeville einen neuen Waffenstillstand mit Frankreich aus. Ende 1233 rebellierte jedoch Richard Marshal, 3. Earl of Pembroke gegen die neue englische Regierung, die von Peter des Roches dominiert wurde. Dabei wurde Marshal von Llywelyn ab Iorwerth, dem walisischen Fürsten von Gwynned unterstützt. Auf Anordnung von Edmund of Abingdon, dem neu gewählten Erzbischof von Canterbury, handelte Sandford im Frühjahr 1234 zusammen mit Bischof Alexander von Coventry und Lichfield in Brockton einen Waffenstillstand mit den Walisern aus, den der König schließlich genehmigte. Am 2. April nahm Sandford an der Inthronisation von Edmund als Erzbischof teil, doch danach vermittelte er bis Juli 1234 zusammen mit dem Erzbischof und Bischof Alexander einen Waffenstillstand zwischen dem König und den Rebellen. Im Januar 1235 plante der König, Sandford zu neuen Verhandlungen nach Frankreich zu schicken, doch noch vor seiner Abreise starb Sandford. Nach späteren Angaben wurde er in der Kathedrale von Rochester beigesetzt.